# Aloysius Althaus
Aloysius Althaus OSB, geborener Markus Althaus (* 1966 in Berleburg) ist ein deutscher Ordensgeistlicher und ehemaliger Abt der Benediktinerabtei Königsmünster in Meschede.

## Leben
Althaus wuchs in Wemlighausen im Wittgensteiner Land auf. Nach dem Abschluss der Realschule machte er ein einjähriges Praktikum in einem Altenpflegeheim. 1985 bis 1988 ließ er sich im St.-Walburga-Krankenhaus in Meschede zum Krankenpfleger ausbilden. Am 28. August 1988 trat er in die Abtei Königsmünster ein. Die ersten Gelübde folgten 1989. Die feierliche Profess legte er 1990 ab. Er wirkte sodann als Gehilfe des Novizenmeisters. Nach einigen Monaten eines Missionspraktikums in Tansania setzte er seine Studien im Rahmen des Würzburger theologischen Fernkurses fort. 1995 wurde er zum Ständigen Diakon geweiht. 1996 wurde er dann zum Novizenmeister der Abtei bestellt. 2001 ernannte ihn Abt Dominicus Meier zum Subprior. Er war daneben als Infirmar für die Alten- und Krankenpflege in der Abtei zuständig. 2005 wurde er in der Abteikirche zum Priester geweiht.
Am 8. Juni 2013 wurde er von den Mitgliedern der Abtei auf die Dauer von zwölf Jahren zum vierten Abt des Klosters gewählt. Am 21. Juli 2013 erhielt er durch den  Erzbischof von Paderborn, Hans-Josef Becker, die Abtsbenediktion. Sein Abtsmotto war Ambulate in dilectione – Wandelt in der Liebe! (Eph 5,2). Am 21. April 2023 bat er Abtpräses Jeremias Schröder aus gesundheitlichen Gründen seinen Rücktritt zu akzeptieren, seine Amtszeit endete am 7. Mai 2023.
Zu seinem Nachfolger wählte der Konvent den bisherigen Prior Pater Cosmas Hoffmann. 
2018 wurde er vom Großmeister Edwin Frederick Kardinal O’Brien zum Offizier des Päpstlichen Ritterordens vom Heiligen Grab zu Jerusalem ernannt und am 29. September 2018 im Paderborner Dom durch Erzbischof Reinhard Kardinal Marx, Großprior der deutschen Statthalterei, in den Orden investiert. Er gehört der Komturei „St. Benedikt Meschede“ des Päpstlichen Laienordens an und ist Mitglied des Deutschen Vereins vom Heiligen Lande.